# Endothenia montanana
Endothenia montanana es una especie de polilla del género Endothenia, categorizada en la tribu Olethreutini, de la subfamilia Olethreutinae.

## Distribución
Se distribuye por Estados Unidos.

## Taxonomía
Fue descrita por Kearfott en 1907 y publicada en (Olethreutes nimbatana ssp.), Bull. Am. Mus. Nat. Hist. 23: 157.